# Церква Святого Юра (Броди)
Це́рква Свя́того Ю́ра — чинна греко-католицька парафіяльна церква у місті Бродах Львівської області, пам'ятки архітектури національного значення під охоронним № 402.. Разом із церквою Різдва Пресвятої Богородиці — найстаріші будівлі міста.

## Розташування
Церква розташована північніше площі Ринок, на сучасній вулиці Юріївській.

## Історія
Точний час побудови невідомий. Мечислав Орлович указував, що церкву спорудили у 1625 році. Іван Созанський у своїй праці «З минувшини м. Бродів» подав інформацію, що церква споруджена в першій чверті XVII століття. Навесні 1628 року парафія Святого Юрія збирала кошти на придбання церковного дзвону. У справі про поруки від 14 травня 1828 року вказано, що 20 злотих потрібно віддати «на дзвін до церкви Святого Юра». 18 травня цього ж року занотовано в міських актових книгах згадку про договір між групою з чотирьох осіб, яку очолював міщанин Іван Улечка, та парафіянами церкви. Парафіяни зібравши 287 злотих, вручили цю суму групі Улечки, яка мала поділити її між собою на чотири частини для того, щоби вирушити «у пруську дорогу, навіть і до Гданська». Метою подорожі була купівля дзвону, який повинен був важити 20 каменів (близько 274—686 кг) з обумовленою похибкою у вазі від каменя до його четвертини. Якщо для цього не вистачило б коштів, то Іван Улечка зобов'язувався докласти власні, а у випадку, коли б мета подорожі виявилася нездійсненною, то кошти мали б повернути парафіянам. За транспортування дзвона узявся фурман Лукаш, один з чотирьох компаньйонів, який за свою працю обіцяв не брати грошей, жертвуючи таким чином на Боже діло.
У першій половині XVII століття при церкві існував шпиталь. У XVIII столітті відбулася реконструкція церкви. Тоді ж навколо церкви сформувалося невеличке поселення з найбідніших міщан Бродів, вартість «реальності» яких не перевищувала 50 злотих. З цього поселення згодом утворилася давня вулиця, яку було названо на честь Святого Юрія — вул. Юріївська. 1811 року парафіяни церкви Святого Юра, як і церкви Воздвиження Чесного Хреста — були прилучені до парафії церкви Різдва Богородиці.
Дідич (власник маєтності) Бродів, коронний гетьман Юзеф Потоцький записав для церкви фундуш.
Під час перебудови церкви у другій половині XIX століття вежу дзвіниці розібрали, тоді ж до північної стіни східної частини церкви зробили прибудову та південні двері.
На подвір'ї церкви у 1928 році був насипаний триметровий курган та встановлено високий 10-метровий хрест на честь 10-ї річниці вшанування листопадових подій 1918 року. 1 листопада 2018 року на символічній курган-могилі було освячено пам'ятну таблицю до 100-ліття проголошення Західноукраїнської Народної Республіки.
У 1934—1935 роках художники Іван Олендар і Теодозій Герасимчук провели багатоколірний розпис стін усіх трьох об'ємів церкви (поліхромію). Після завершення другої світової війни церкву було зачинено, майно розграбовано, а її приміщення передане Бродівському міськторгу, який влаштував там меблевий склад.
У 1990 році проведено відновлювально-реставраційні роботи. 4 грудня того ж року, на свято Введення до храму Пресвятої Богородиці, відбулося урочисте освячення церкви. Нині тут знаходиться високохудожній іконостас, виконаний у стилі рококо. Крім того, у 1992 році багатоколірний розпис церкви був частково оновлений, а частково перемальований.

## Галерея

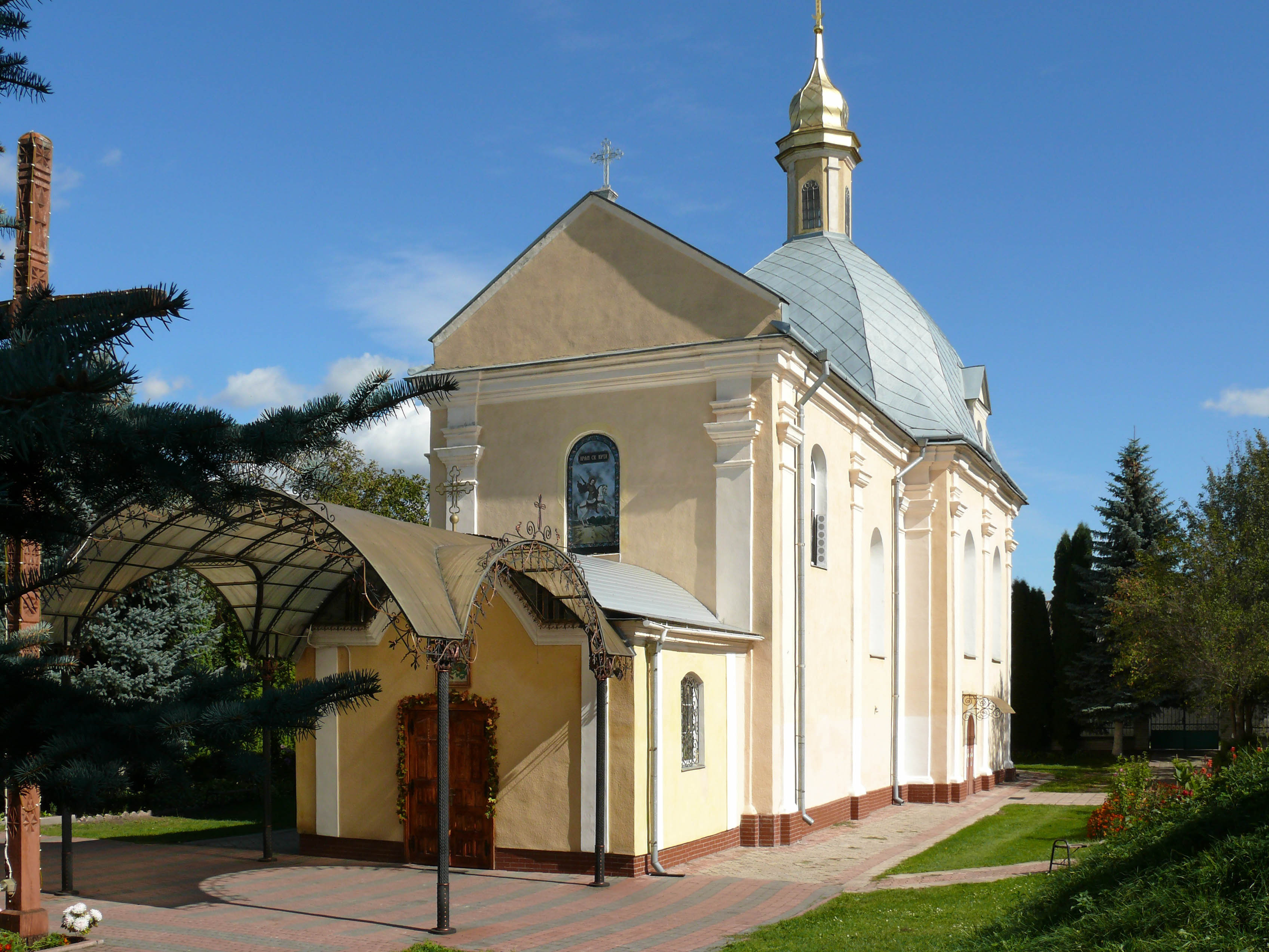
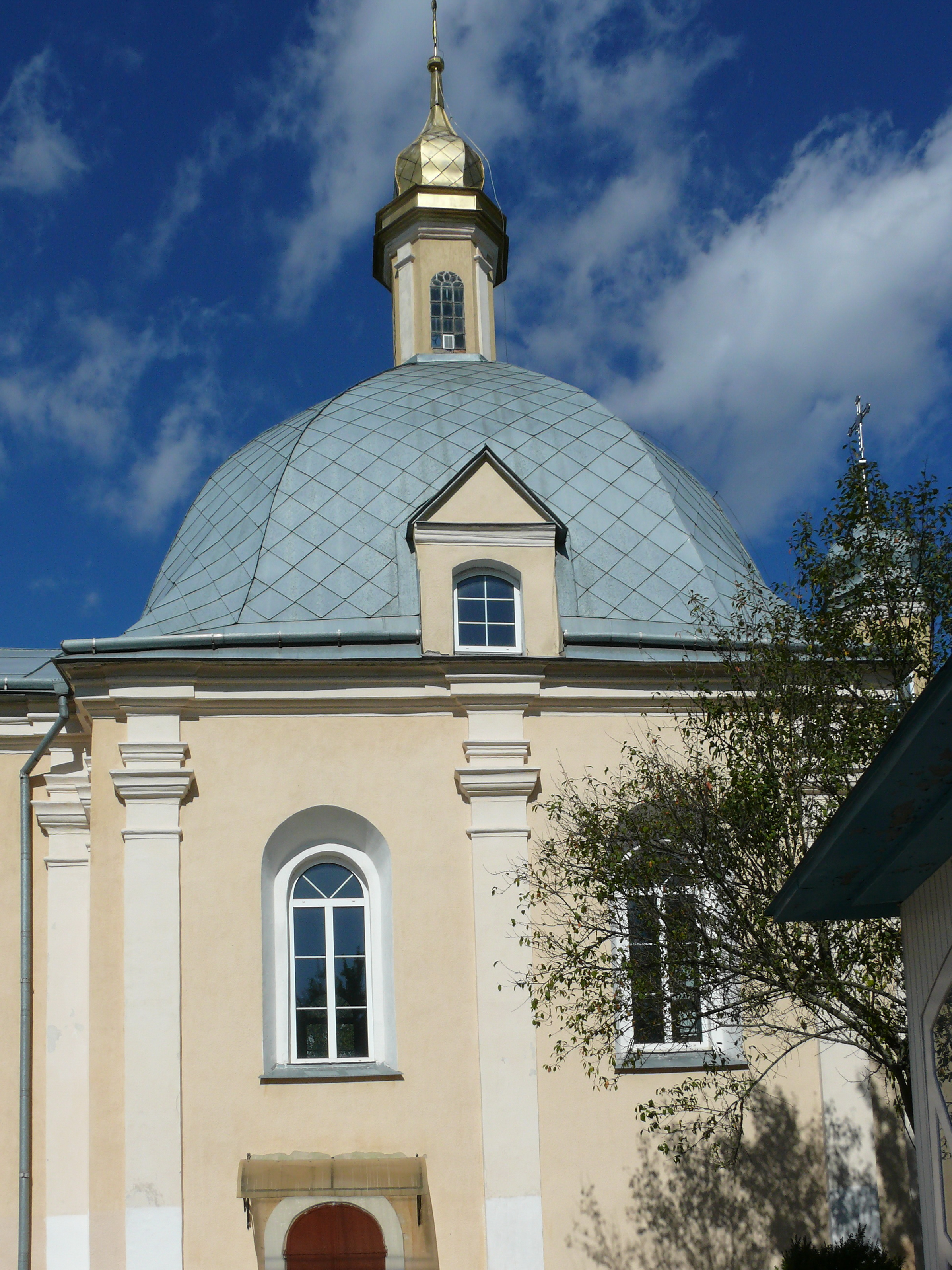
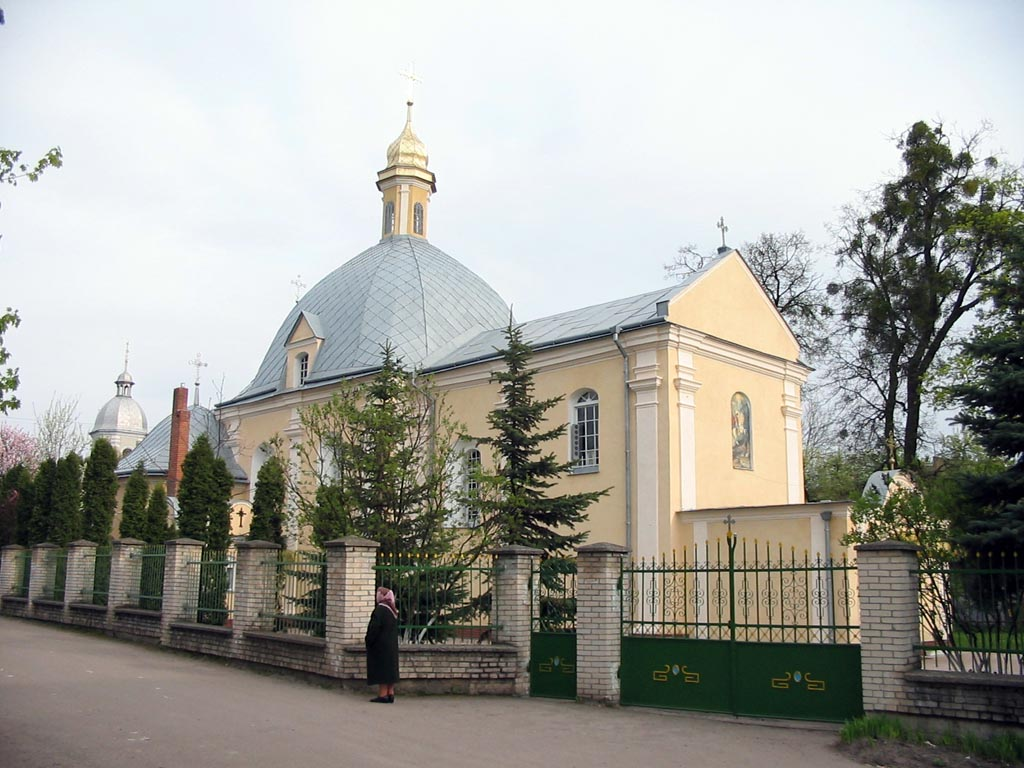
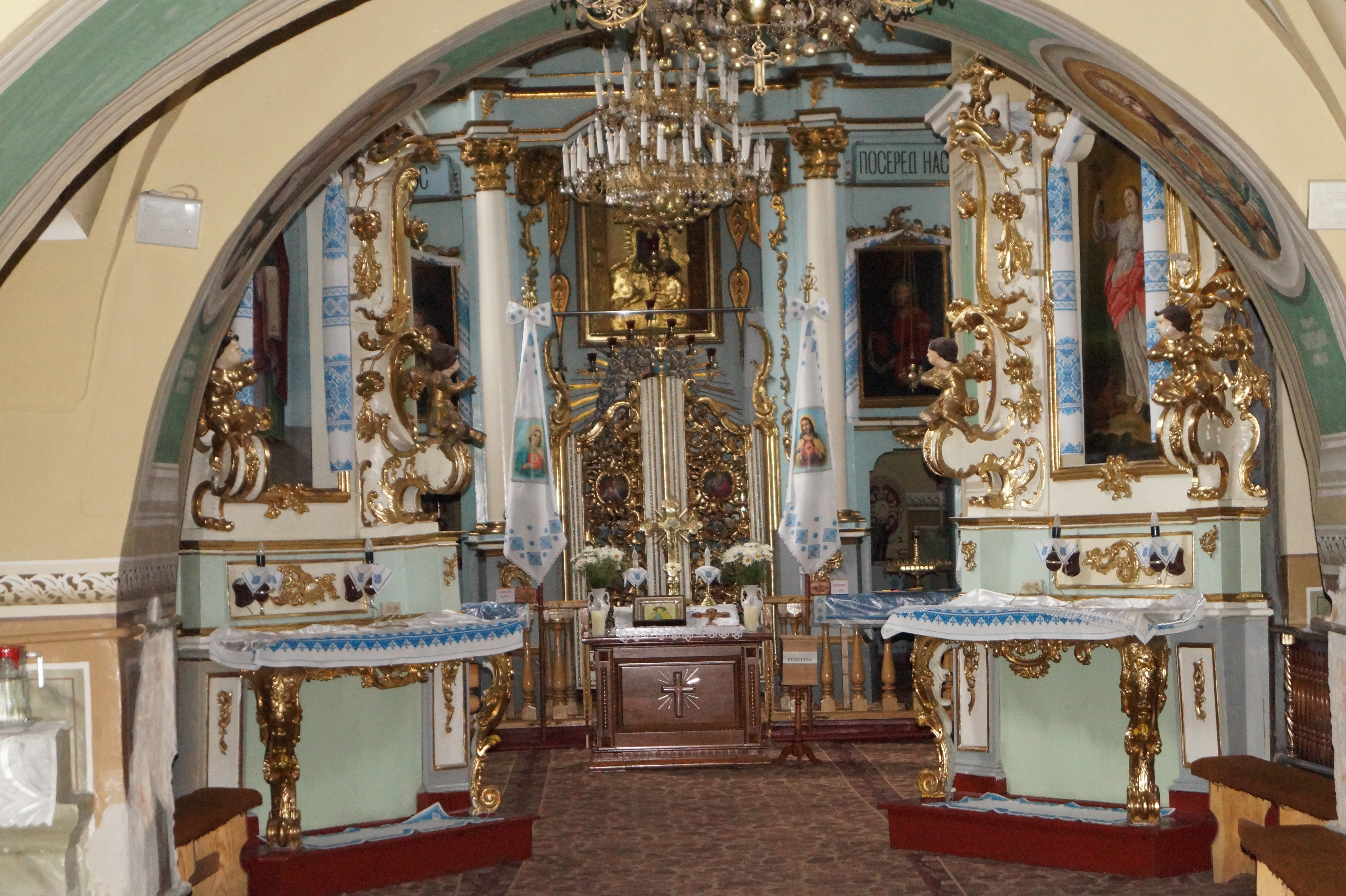
Вівтар
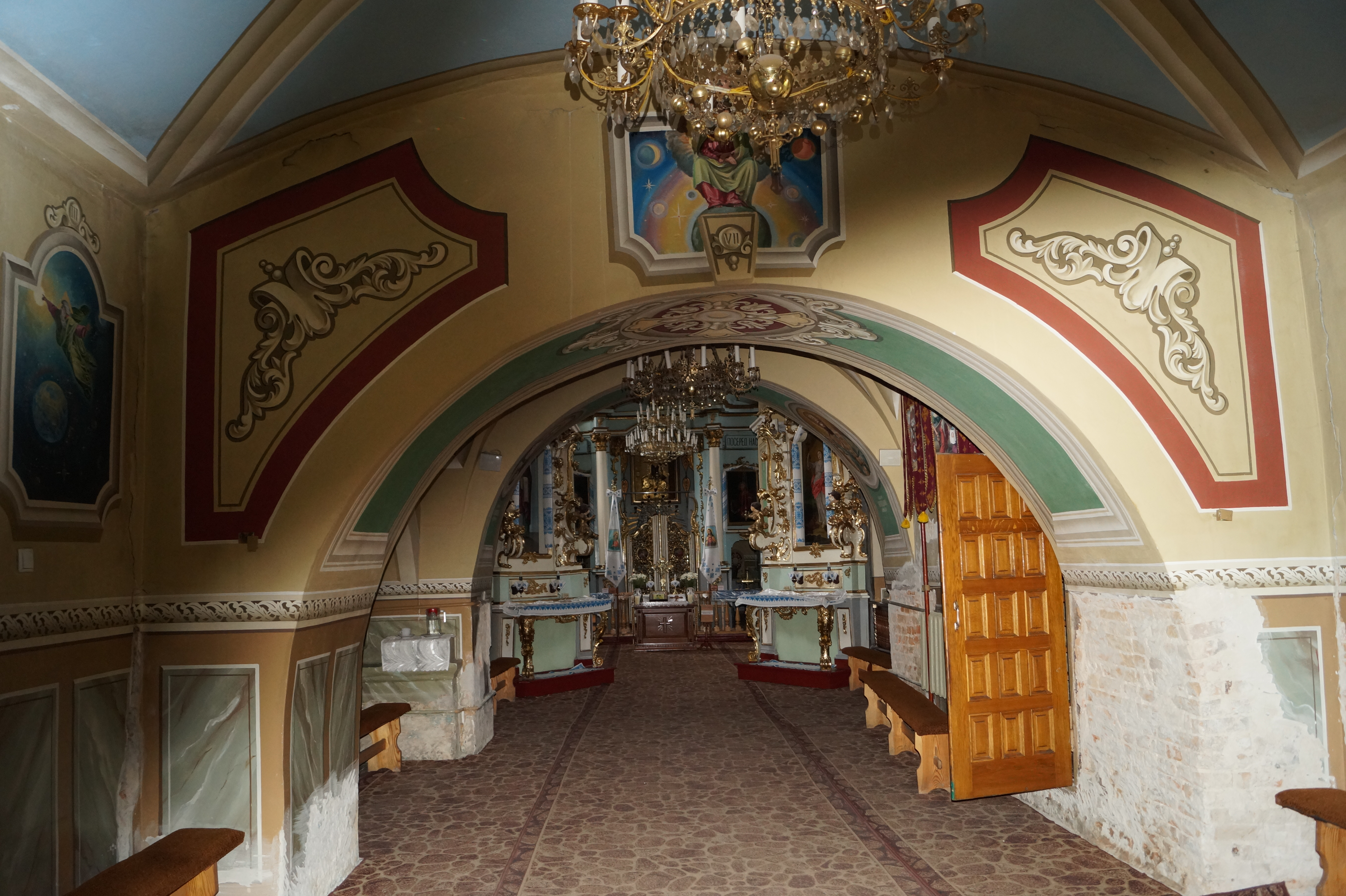
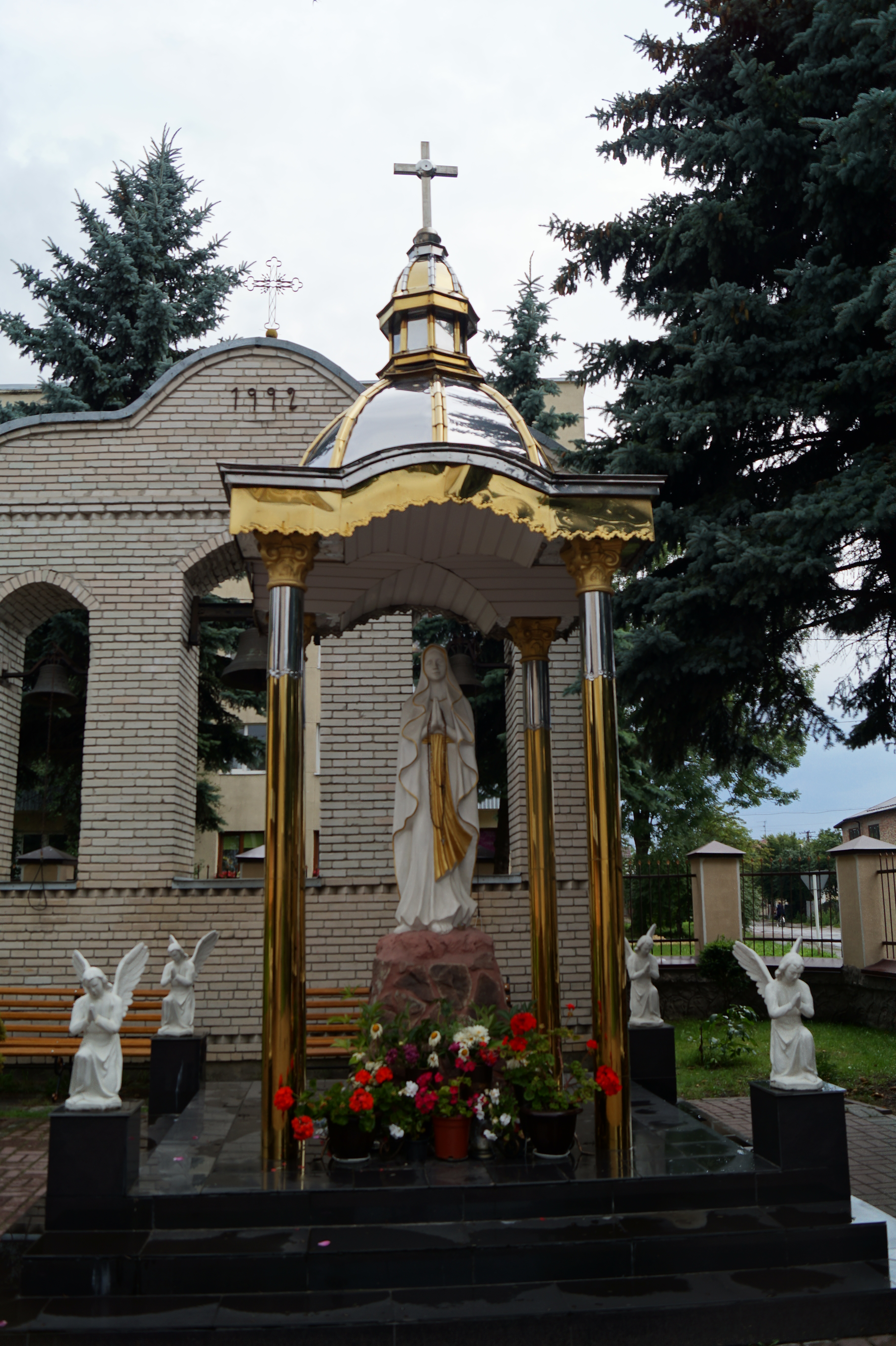
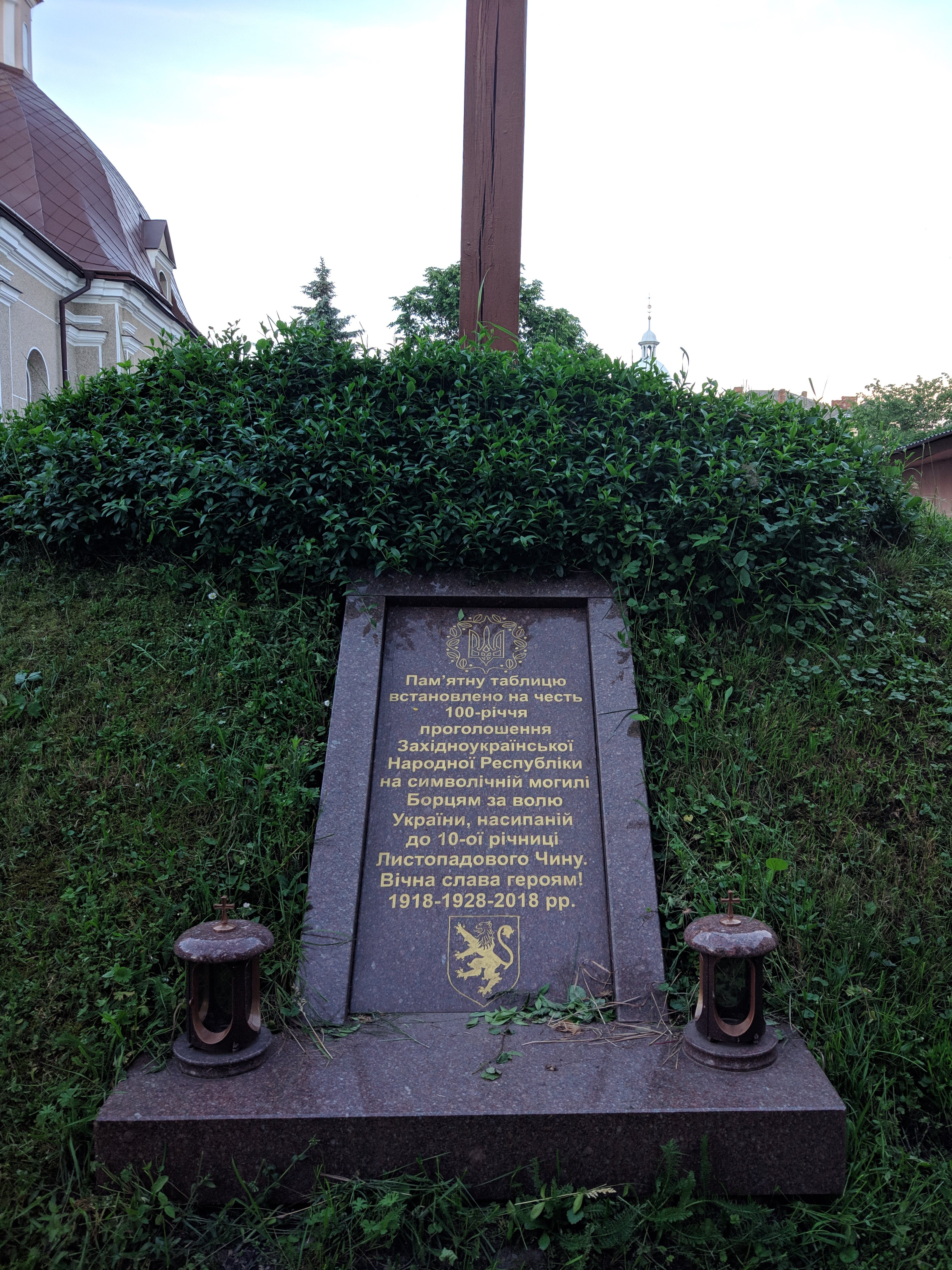
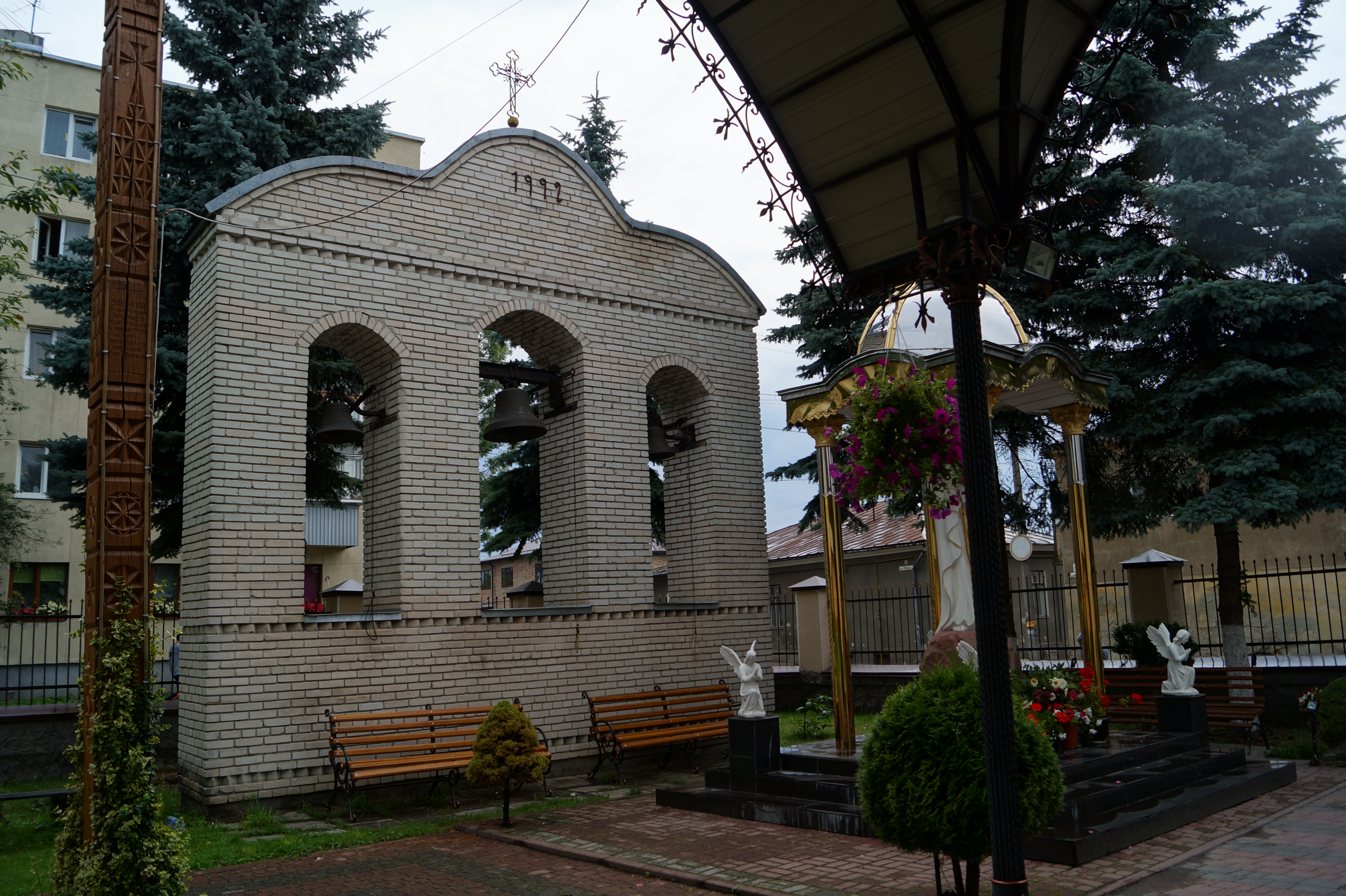
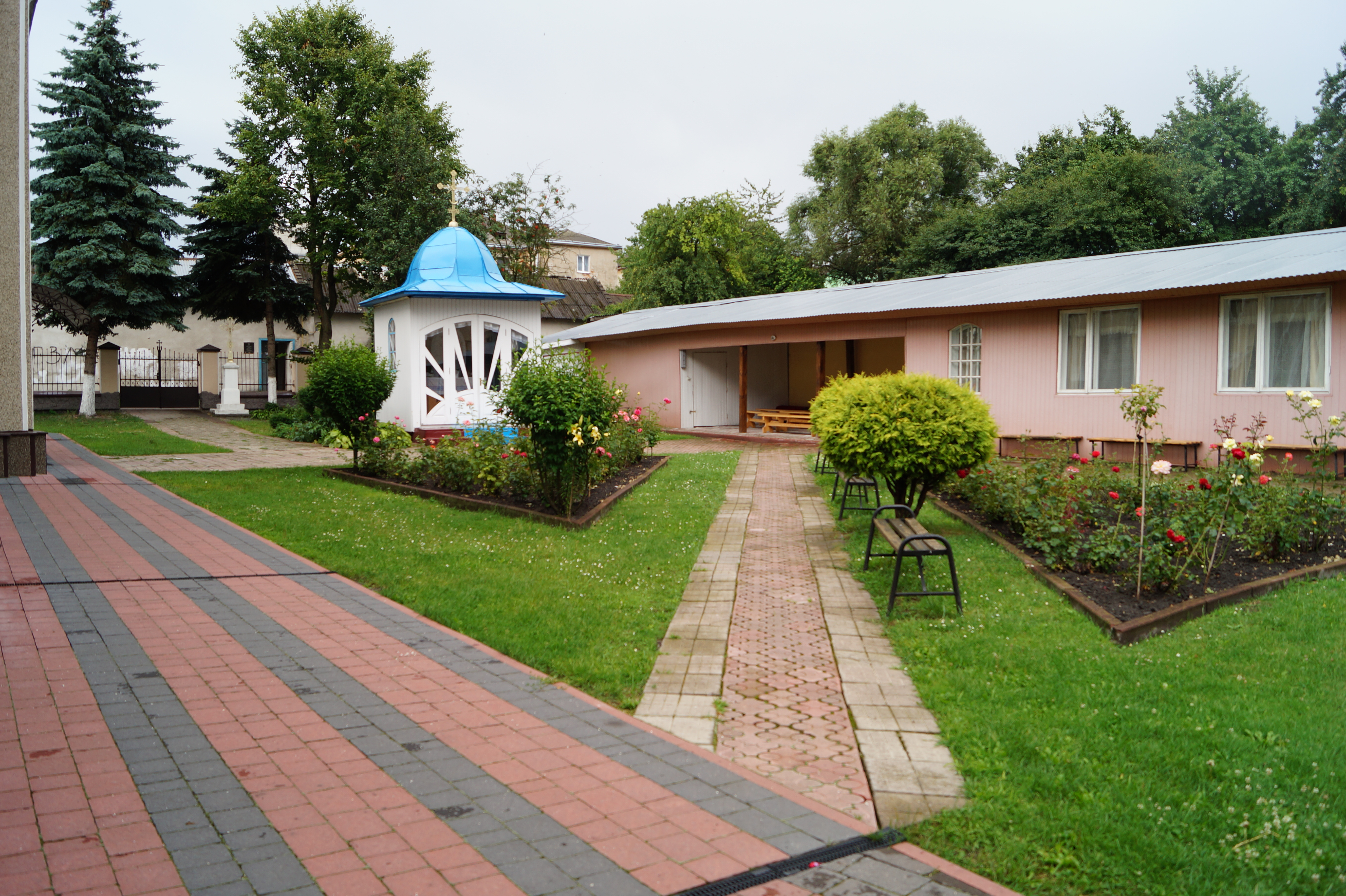